# セルゲイ・アヴデエフ
セルゲイ・ヴァシーリエヴィチ・アヴデエフ（Sergei Vasilyevich Avdeyev、ロシア語：Сергей Васильевич Авдеев、1956年1月1日 - ）はロシアの技術者、宇宙飛行士である。ロシア連邦英雄受賞者。
アヴデエフはロシア・ソビエト連邦社会主義共和国サマラ州チャパエフスク出身で、1979年にモスクワ物理工学大学を卒業した。1979年から1987年までS.P.コロリョフ ロケット&スペース コーポレーション エネルギアで技術者として働いた。彼は1987年3月26日にエネルギアの技術者として宇宙飛行士の候補に選ばれ、1987年12月から1989年7月まで基礎的な訓練が行われた。2003年2月14日に宇宙飛行士を引退した。
アヴデエフは、ミールへの3度の滞在によって、一時747.59日という宇宙通算滞在時間の記録を持っていた。彼は軌道上で地球を11,968周し、5億1500万kmもの距離を移動した。この記録は2005年8月にセルゲイ・クリカレフによって更新された。
アヴデエフは既婚で、2人の子供がいる。アマチュア無線の免許を持っており、コールサインはRV3DWである。

## タイムトラベラー
複数の信頼できる情報源によると、アヴデエフは人類のタイムトラベルの記録を持っている。彼は748日間以上ミールに滞在し、約17,000mphの速度で移動したことによって、20ミリ秒も未来へ進んだ。これは人類が最も未来を訪れた記録である。アポロ宇宙船の宇宙飛行士がこの記録を持っているというのは、良くある誤解である。彼らはアヴデエフよりも速い速度で移動したが、宇宙空間にいたのはたった数日間だからである。

## 宇宙遊泳
1. ミールEO-12（1992年9月3日） - 3時間56分
2. ミールEO-12（1992年9月7日） - 5時間8分
3. ミールEO-12（1992年9月11日） - 5時間44分
4. ミールEO-12（1992年9月15日） - 3時間33分
5. ミールEO-20（1995年10月20日） - 5時間11分
6. ミールEO-20（1995年12月8日） - 37分
7. ミールEO-26（1998年9月15日） - 30分
8. ミールEO-26（1998年11月17日） - 5時間54分
9. ミールEO-27（1999年7月23日） - 6時間7分
10. ミールEO-27（1999年7月28日） - 5時間22分